# Budynek Banku Wschodniego w Poznaniu
Budynek Banku Wschodniego – budynek o formach zbliżonych do baroku, zlokalizowany w Poznaniu przy Placu Wolności 15, na narożniku ul. Nowowiejskiego.

## Architektura
Obiekt wzniesiony w latach 1910-1911 dla Ostbank für Handel und Gewerbe (Banku Wschodniego), według projektu Hansa Uhla (wybrany w konkursie). Wcześniej stał tu stary gmach niemieckiego Ziemstwa Kredytowego, wyburzony pod budowę Ostbanku. Koncepcja została nieco zmieniona i przeprojektowana przez berlińskich architektów – Richarda Bielenberga i Josefa Mosera. Ciężki gmach, typowy dla niemieckiej architektury doby wilhelmińskiej, nawiązuje do form barokowych, nie unikając jednocześnie detalu w poetyce art déco, co sprawia, że jest przykładem architektury przejściowej między stylami. Wewnątrz znajduje się sala operacyjna i pokoje biurowe, eksploatowane obecnie przez Bank Zachodni WBK.
Obiekt sąsiaduje z kamienicą Towarzystwa UNION i gmachem BGK. Według Marcina Libickiego kamienica Union i gmach Ostbanku pokazują różnicę mentalną w traktowaniu stylów architektonicznych przez Polaków i Niemców (oba budynki nawiązują do stylu barokowego, ale każdy z nich w zupełnie inny sposób). Ostbank był jednym z licznych niemieckich banków otwierających swe oddziały w Poznaniu w początkach XX wieku, co miało związek z dynamicznym rozwojem gospodarczym, zarówno w mieście, jak i na terenie całego Wielkiego Księstwa Poznańskiego, gdzie trwała silna walka o ziemię, pomiędzy Polakami i Niemcami. Przykładem polskiej inicjatywy bankowej i kredytowej jest natomiast Bank Włościański, zlokalizowany niemalże po przeciwnej stronie Placu Wolności.